# インターネットラジオ『ハラショー』
インターネットラジオ『ハラショー』は、有限会社NECO家が製作・配信したインターネットラジオ番組の配信サイトである。2015年10月末日をもって配信を終了した。@nfity集計のPODCASTランキングでの登録数26万ユーザー、全国のPODCAST配信局の中では10位以内にあった。前身は株式会社アスキー『enban.net』編集部が配信していたラジオチャンネル。
パソコン・スマートフォン・MP3ラジオ端末などで視聴可能であった。

## 配信番組
（2014年2月時点）
- ResetLimitの『リセリミふくろとじ』
- せんだるかの『るかるか☆マガジン』
- つボイノリオの『つボイ楽耳王5』
- 麻宮騎亜の『メビウス・リング・ユニバース』
- 池田憲章、大沼弘幸の『談話室オヤカタ』
- 貴日ワタリ、春日太一の『スガラジ』(談話室オヤカタ内)
- 樹元オリエ、田中舞の『小紫家の人々』
- ニシナガレ（山口勝平のバンド）の『ニシナガレディオ』
- 池田憲章の『30分一本勝負』
- 吉成由貴の『OPPタッチ！』
- 大沼弘幸アワー『真夜中に聞イテハイケナイ物語』（ラジオドラマ動画）
- 原武士の『編集後記オールナイトニャッポン』

## 前身
アスキー『TECH Web』(1999年)、『enban.net』(2001年)。